# Wereldkampioenschappen synchroonzwemmen 2023 – Gemengd duet vrije routine
De vrije routine voor gemengde duetten tijdens de wereldkampioenschappen synchroonzwemmen 2023 vond plaats op 21 en 22 juli 2023 in de Marine Messe Fukuoka in Fukuoka.

## Uitslag
| Rang   | Land                | Naam                                     | Voorronde    | Voorronde    | Finale        | Finale        |
| Rang   | Land                | Naam                                     | Punten       | Rang         | Punten        | Rang          |
| ------ | ------------------- | ---------------------------------------- | ------------ | ------------ | ------------- | ------------- |
| Goud   | China               | Shi Haoyu Cheng Wentao                   | 221,1023     | 1            | 225,1020      | 1             |
| Zilver | Mexico              | Itzamary González Diego Villalobos       | 166,4040     | 5            | 192,5500      | 2             |
| Brons  | Spanje              | Dennis González Mireia Hernández         | 198,9042     | 2            | 183,4207      | 3             |
| 4      | Colombia            | Gustavo Sánchez Jennifer Cerquera        | 172,3666     | 4            | 170,2208      | 4             |
| 5      | Verenigd Koninkrijk | Beatrice Crass Ranjuo Tomblin            | 150,6208     | 6            | 151,5416      | 5             |
| 6      | Servië              | Ivan Martinović Jelena Kontić            | 143,0189     | 8            | 146,5708      | 6             |
| 7      | België              | Renaud Barral Lisa Ingenito              | 147,1521     | 7            | 144,7812      | 7             |
| 8      | Thailand            | Voranan Toomchay Kantinan Adisaisiributr | 138,1084     | 9            | 135,6167      | 8             |
| 9      | Kazachstan          | Nargiza Bolatova Eduard Kim              | 191,8354     | 3            | 133,6979      | 9             |
| 10     | Zuid-Korea          | Kim Ji-hye Byun Jae-jun                  | 125,3708     | 11           | 125,1542      | 10            |
| 11     | Peru                | Sandy Quiroz Álvaro Aronés               | 135,4417     | 10           | 121,0668      | 11            |
| 12     | Chili               | Theodora Garrido Nicolas Campos          | 125,3354     | 12           | 119,1291      | 12            |
| 13     | Duitsland           | Michelle Zimmer Frithjof Seidel          | 124,7188     | 13           | Uitgeschakeld | Uitgeschakeld |
| 14     | Puerto Rico         | Javier Ruisanchez Nicolle Torrens        | 90,0770      | 14           | Uitgeschakeld | Uitgeschakeld |
| 15     | Cuba                | Carelys Valdes Andy Avila                | 78,4522      | 15           | Uitgeschakeld | Uitgeschakeld |
| –      | Japan               | Tomoka Sato Yotaro Sato                  | Niet gestart | Niet gestart | Niet gestart  | Niet gestart  |